# Ferla (cognome)
Ferla è un cognome di lingua italiana.

## Varianti
Ferlazzo, Ferlin, Ferlini, Ferlisi, Ferlita, Ferlito, Ferloni, Ferra, Ferrito, Ferula, La Ferla, La Ferlita.

## Origine e diffusione
Cognome tipicamente meridionale, è presente prevalentemente in Calabria e Sicilia.
Potrebbe derivare dal toponimo Ferla, dal latino ferula, "sferza".
La variante Ferula è catanese; Ferlin è veneto; Ferlini è centro-settentrionale.

## Persone
- Giuseppe Ferlini – medico italiano